# وادی رم

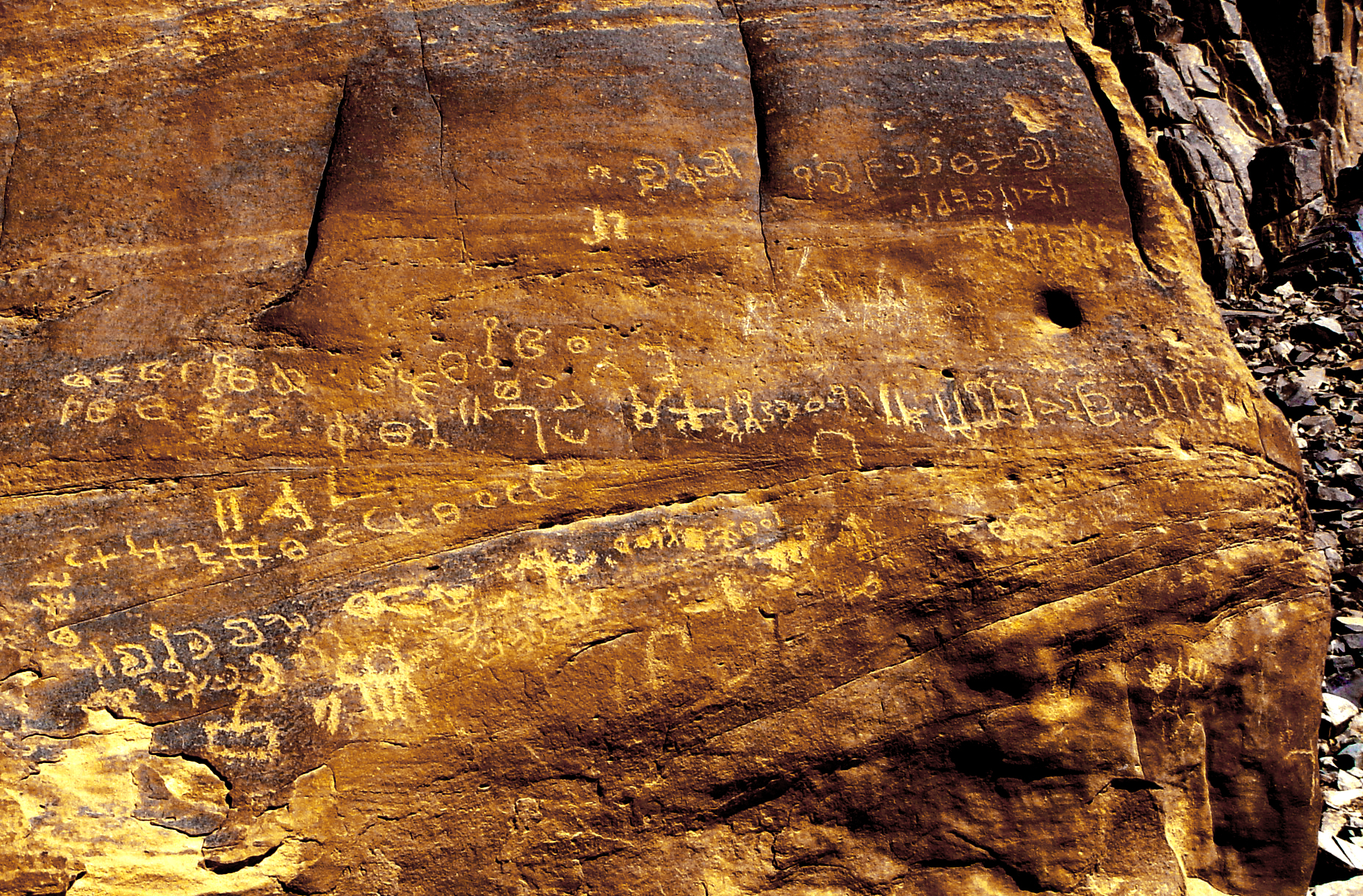
سنگ نگاره‌ها

وادی رُم که با نام دره ماه نیز شناخته می‌شود در ۶۰ کیلومتری شرق عقبه قرار دارد و بزرگترین وادی در اردن است. نام رم احتمالاً از زبان آرامی گرفته شده و به معنی بالا یا بالاتر است. ارتفاع این وادی از سطح دریا ۱۸۰۰ متر است. در این مکان آثاری از انسان‌ها و فرهنگ‌های پیش از تاریخ از جمله مردم نبطی شامل نقاشی‌های روی سنگ، پرستشگاه و سنگ‌نگاره به جا مانده‌است. این مکان در سال ۲۰۱۱ در فهرست میراث جهانی یونسکو به ثبت رسید.
وادی رم در کنار "شهر سنگی پترا" و "شهر ساحلی عقبه" ضلع سوم مثلث طلایی گردشگری اردن را تشکیل می‌دهد.
امروزه در وادی رم چند طایفه از اعراب بیابان‌نشین زندگی می‌کنند و سرچشمه اصلی درآمد آن‌ها گردشگری است. این بادیه‌نشینان در سیاه‌چادر زندگی می‌کنند و امروزه نیز بر شتر سوار می‌شوند.
در اروپا وادی رم به‌ویژه در ارتباط با افسر بریتانیایی معروف به لورنس عربستان شهرت دارد. او به هنگام خیزش عرب‌ها در سال‌های ۱۹۱۷ و ۱۹۱۸ سپاهیان عرب خود را در وادی رم برای تاختن به عقبه آماده کرد. فیلم لورنس عربستان درباره زندگی او نیز در همین وادی ساخته شده‌است.

## جغرافیا
وادی رم صحرایی بسیار خشک است مملو از کوه‌ها و تپه‌ها که در جنوب اردن قرار دارد. وادی رم به خاطر مناظر زیبا و چشمگیری که دارد و نیز به خاطر گونه‌های مختلف ورزش که در آن انجام می‌شود، از قبیل صخره‌نوردی، شهرت یافته‌است.
وادی روم بخشی از منطقه حسمی است. ویژگی این منطقه وجود کوه‌های صخره‌ای پراکنده در یک دشت گسترده شنی است که خاک آن رنگی سرخ‌مانند دارد. حسمی نام رایج میان بادیه‌نشینان منطقه است و به کل این منطقه اشاره دارد. حسمی منطقه‌ای است مستطیل‌شکل که از بلندی‌های جنوبی «شرات» و رأس النقب در اردن تا جنوب باختری تبوک در عربستان سعودی گسترده است. کوه‌های این منطقه کوه‌های ماسه‌سنگی است که بر اثر فرسایش پیاپی از دوران باستان شکل‌های ویژه‌ای به خود گرفته‌است.

## پیشینه
پژوهش‌ها نشان می‌دهد که پیش از ۱۰ هزار سال پیش این منطقه دارای درختان بیشتر و آب فراوان بود و همین مسئله سبب شده بود که اقوام مختلفی در آن سکنی گزینند. در تاریخ این منطقه آمده‌است که نخستین بار یک جغرافیدان رومی به نام "تولمی" در کتاب خود (جغرافیا) از این منطقه با نام "اراماو" یاد کرده‌است. این منطقه در فاصله سال‌های ۶۰۰ تا ۸۰۰ پیش از میلاد، منطقه استقرار و سکونت اقوام زیادی بوده و در همان زمان نیز به آن نام "ارام" گفته می‌شد. برخی این نام را با نام ارم که در قرآن آمده مرتبط پنداشته‌اند. اعراب از دوران پیش از تاریخ در این منطقه استقرار یافتند و اعراب نبطی در سده چهارم میلادی نوشته‌هایی نیز از خود در این منطقه به جای گذاشتند که شامل سنگ‌نگاره‌های مربوط به همان دوران می‌شود. دره خزعلی در وادی رم محل سنگ‌نگاره‌هایی است از انسان و بز کوهی مربوط به دوران ثمودیان. در گذشته‌های دور این منطقه بر سر راه کاروان‌های عربی که از "شبه جزیره" و "یمن" به سوی سرزمین شام حرکت می‌کردند قرار داشت و این امر سبب شده تا نقوش و خطوط بسیاری از آن دوران در این منطقه برجای بماند.
نام این منطقه علاوه بر کتب تاریخ و جغرافیا در اشعار شاعران پیش از اسلام عرب از جمله "نابغه ذبیانی"، "جمیل بثینه" و پس از آن در اشعار شعرای عصور اسلامی همچون "متنبی" شاعر پرآوازه دوره عباسی نیز ذکر شده‌است.

## گردشگری
دولت اردن در اواخر دهه هشتاد میلادی با انجام طرحی بزرگ، باعث رونق این منطقه و ضمن جذب سالانه هزاران گردشگر به "وادی رم" شد. امروزه جاذبه‌های این منطقه و میزان استقبال گردشگران خارجی از آن سبب شده که "وادی رم" در کنار "شهر سنگی پترا" و "شهر ساحلی عقبه" ضلع سوم مثلث طلایی گردشگری اردن را تشکیل دهد.
به دلیل نزدیکی این مکان به یک منطقه حفاظت شده طبیعی، دولت اردن اجازه ساخت هتل در آن را نمی‌دهد و گردشگران می‌توانند جهت اقامت، از چادرهای ویژه‌ای که توسط وزارت گردشگری این کشور در نظر گرفته شده استفاده کنند. بسیاری از تورهای گردشگری که از کشورهای دیگر به اردن سفر می‌کنند، به گونه‌ای برنامه‌ریزی می‌کنند که در هنگام کامل شدن قرص ماه در وادی رم باشند.
هرساله گردشگران بسیاری برای خوابیدن در چادرهای توریستی بادیه‌نشینان و شترسواری و جیپ‌سواری به وادی رم می‌آیند. امروزه هر ساله در پایان ماه ژوئیه جشنواره رقص بزرگی با موسیقی تکنو نیز در وادی رم برگزار می‌شود که در آن دی‌جی‌های معروفی مانند تییستو و آرمین ون بورن صحنه‌گردانی می‌کند.

## نگارخانه

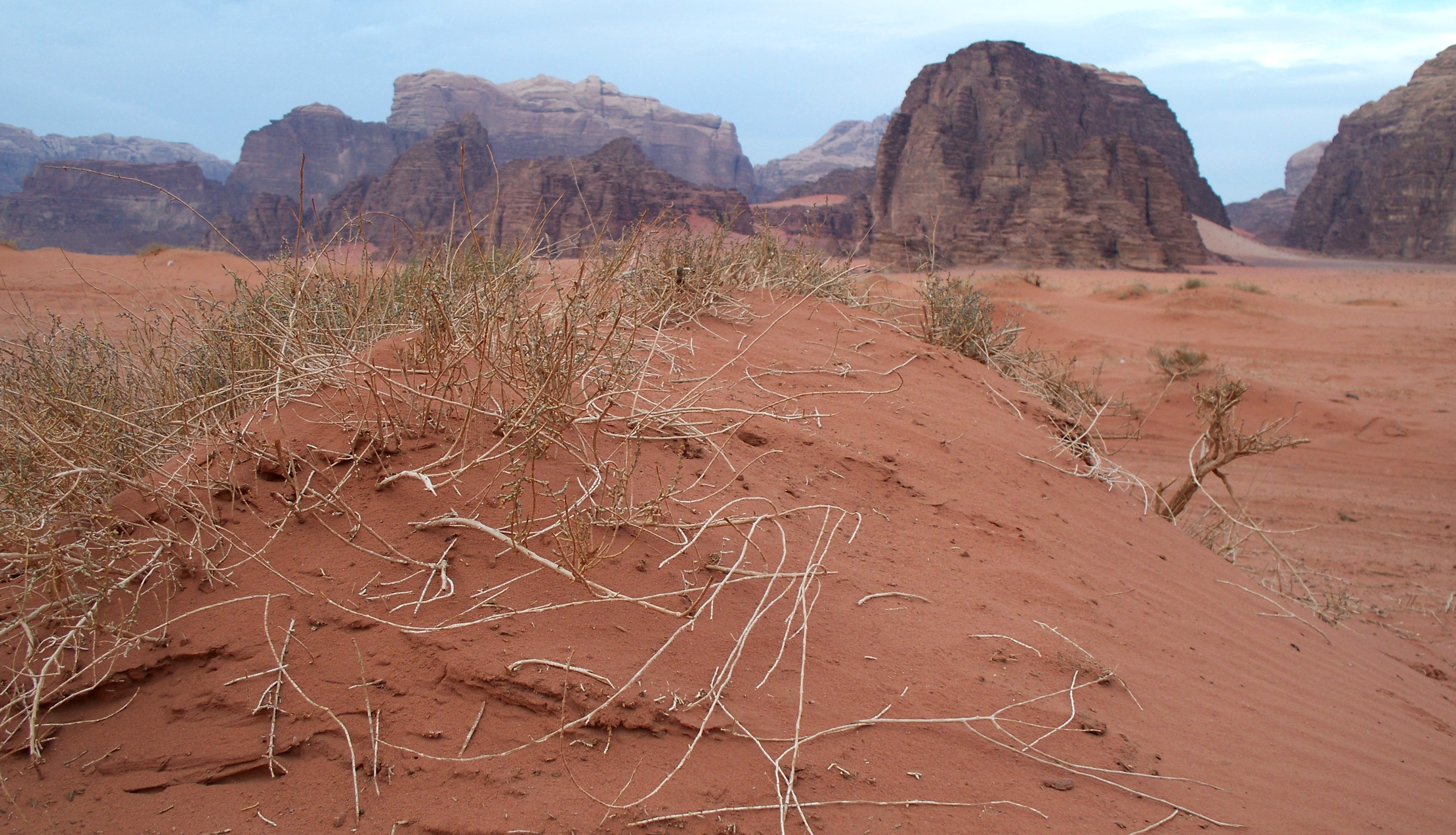
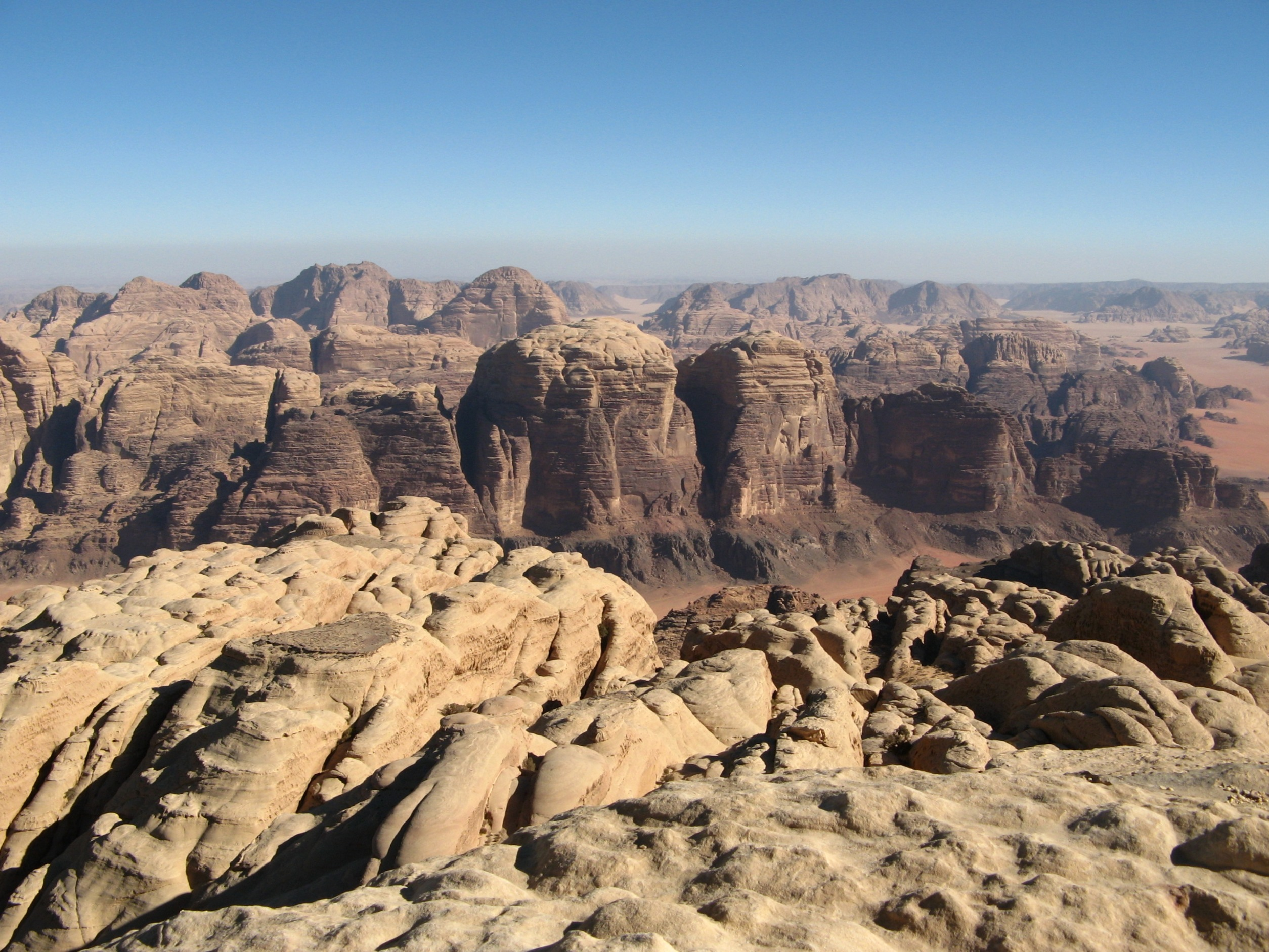
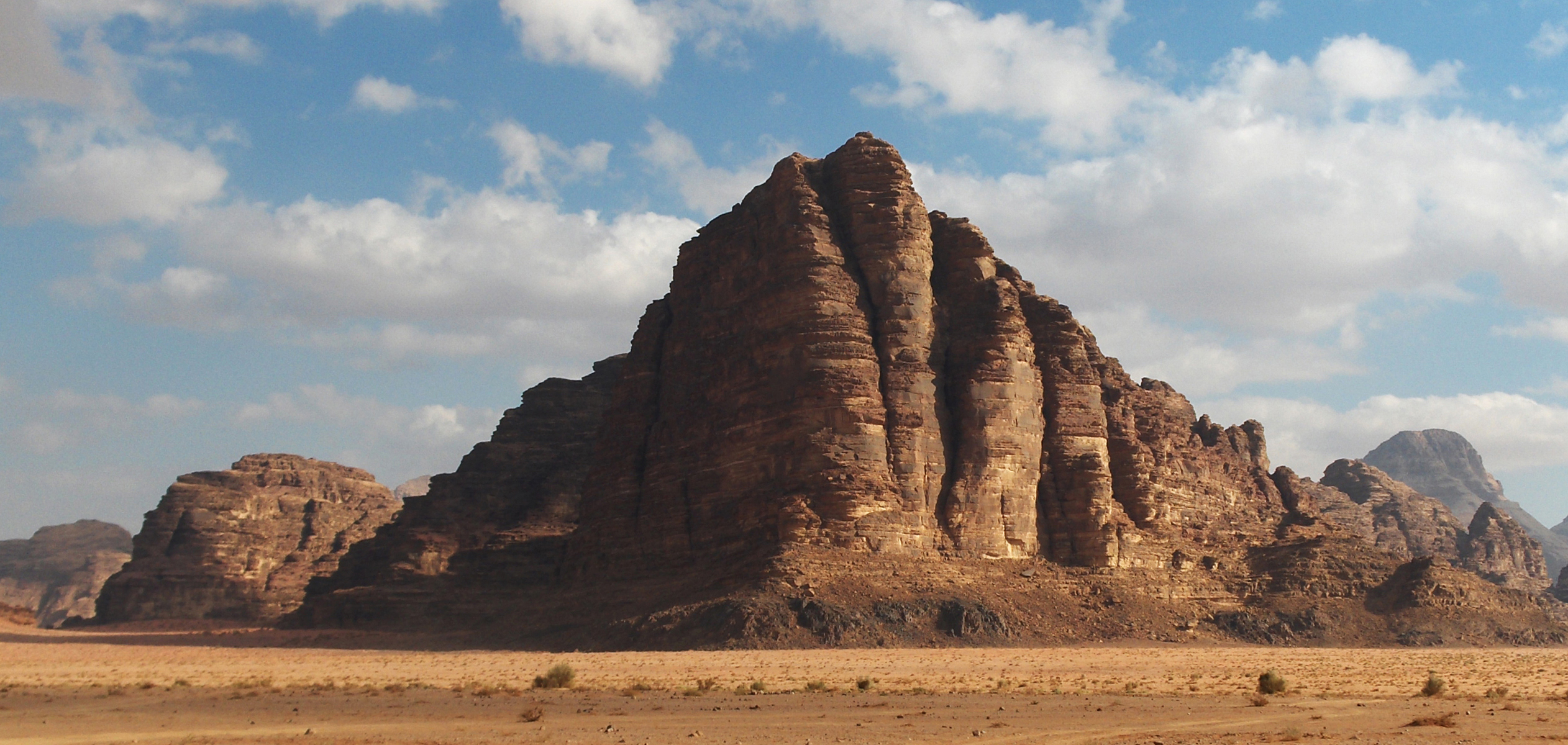
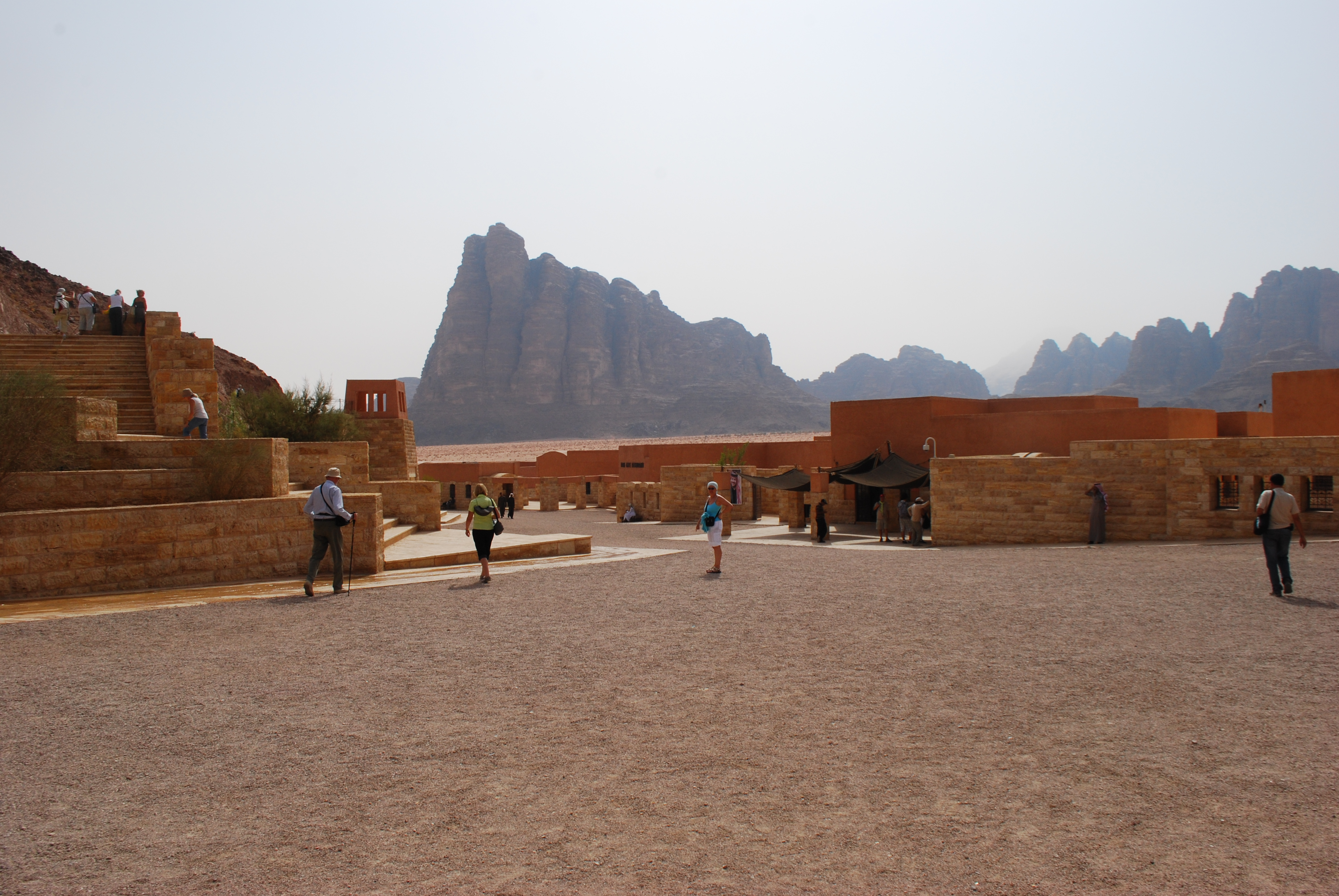
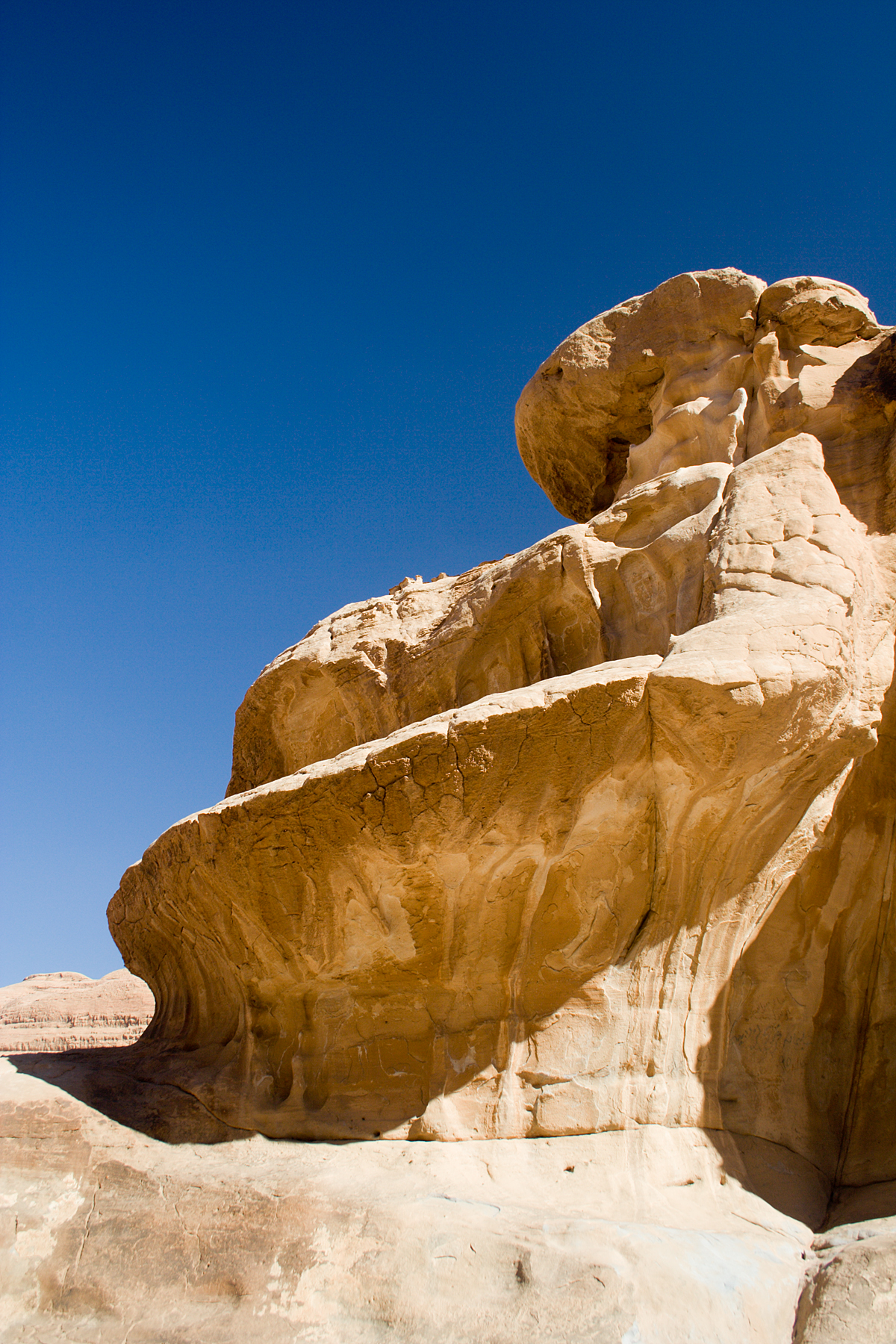
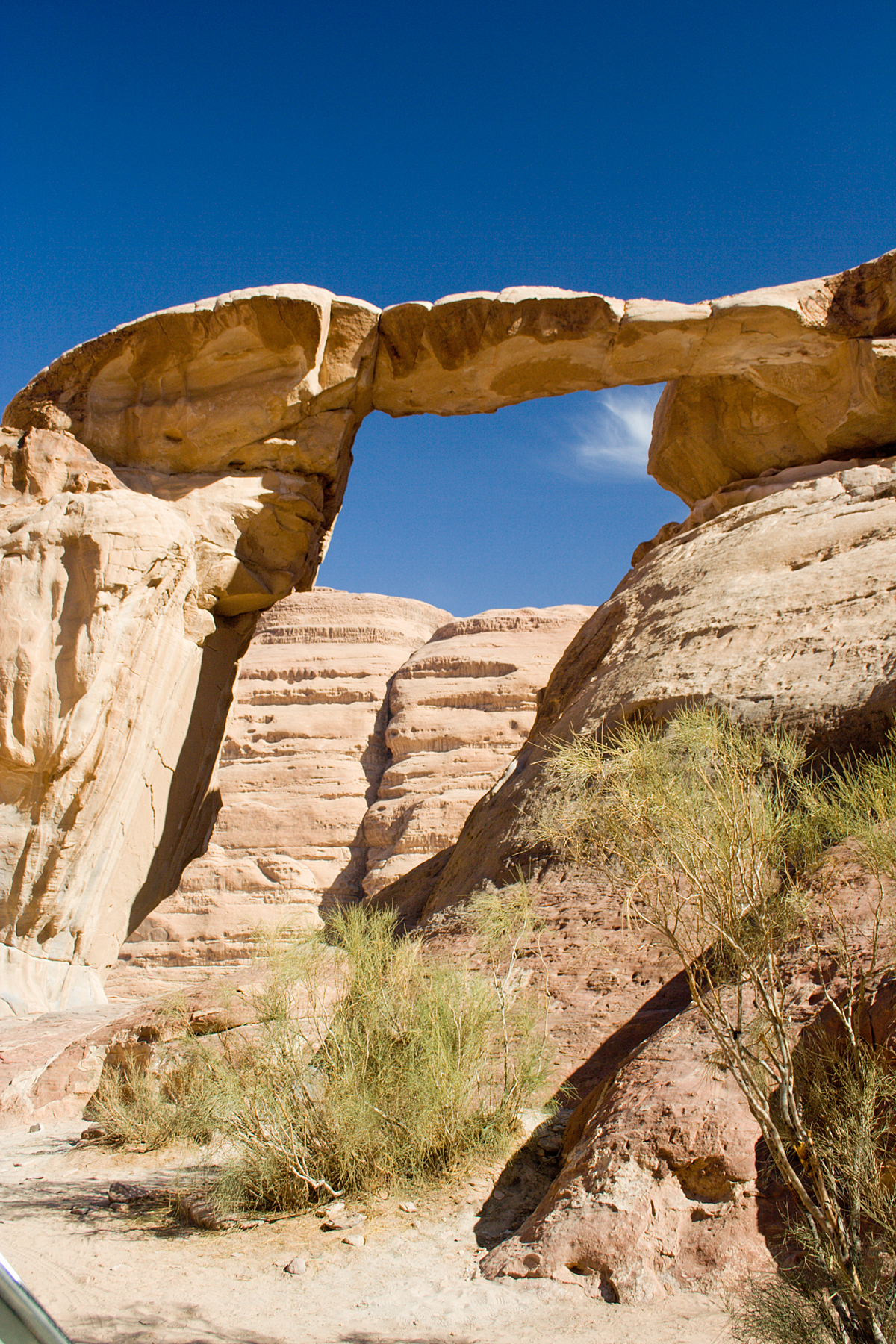